# Joseph Marcell

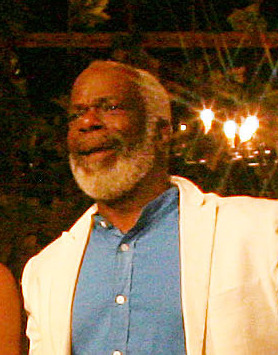
Joseph Marcell (2014)

Joseph Marcell (* 14. August 1948 in St. Lucia) ist ein britischer Schauspieler, der vor allem als Butler Geoffrey in der Sitcom Der Prinz von Bel Air bekannt ist.
Er wurde auf der Karibikinsel St. Lucia geboren und wanderte im Alter von fünf Jahren mit seiner Familie nach England aus. Während seiner Collegezeit studierte er Theaterwissenschaften und belegte anschließend auf der University of Sheffield in Yorkshire Fächer in Speech (freies Sprechen) und Dance (Tanz). Als Mitglied in der Royal Shakespeare Company trat er in Aufführungen wie Othello oder Ein Sommernachtstraum auf. Auf Londoner Bühnen trat er in Stücken wie Sherlock Holmes und Black Star auf. In einem BBC-Radio-Spezial trat er nochmals in Othello auf. Außerdem hatte er einige Auftritte in britischen Fernsehserien und Spielfilmen.
Marcell engagiert sich sehr für das Theater und ist im Verwaltungsrat des Old Globe Theatre und der Temba Theatre Company tätig. Neben diesen Tätigkeiten fördert er junge Schauspieler und organisiert regelmäßig Shakespeare-Schauspielworkshops in Los Angeles.
Marcell hat einen Sohn und eine Tochter.

## Filmografie (Auswahl)
- 1974: Antonius und Cleopatra (Antony and Cleopatra, Fernsehfilm)
- 1978–1979: Empire Road (Fernsehserie, 15 Folgen)
- 1983: Die Profis (The Professionals, Fernsehserie, Folge 5x08)
- 1987: Schrei nach Freiheit (Cry Freedom)
- 1988: Doctor Who (Fernsehserie, Folge 25x02 Die Hand des Omega – Teil 2)
- 1989, 1998: The Bill (Fernsehserie, 2 Folgen)
- 1990–1996: Der Prinz von Bel-Air (The Fresh Prince of Bel-Air, Fernsehserie, 146 Folgen)
- 1993: David Copperfield (Fernsehfilm, Sprechrolle)
- 1994: Sioux City – Amulett der Rache (Sioux City)
- 1998: Ein schrecklich nettes Haus (In the House, Fernsehserie, Folge 4x22)
- 2003–2004: Reich und Schön (The Bold and the Beautiful, Fernsehserie, 26 Folgen)
- 2006: EastEnders (Fernsehserie, 7 Folgen)
- 2007: That Samba Thing
- 2013: Fedz
- 2014: Death in Paradise (Fernsehserie, Folge 3x07 Der Sturm)
- 2014: Return to Zero
- 2018: Lady Windermere’s Fan
- 2019: Der Junge, der den Wind einfing (The Boy Who Harnessed the Wind)
- 2020: The Man in the Hat
- 2020: Ratched (Fernsehserie, 2 Folgen)
- 2021: The Exorcism of God